# Stellaris
Stellaris – gra komputerowa łącząca gatunki 4X oraz grand strategy wargame, wyprodukowana i wydana przez studio Paradox Interactive. Przedmiotem gry jest eksploracja kosmosu, zarządzanie imperium oraz prowadzenie dyplomacji z innymi cywilizacjami podbijającymi galaktykę. Została wydana 9 maja 2016 na Microsoft Windows, macOS-a i Linuxa, pobijając rekord najbardziej dochodowej gry studia Paradox w przedziale 24 godzin. W dniu premiery sprzedano ponad 200 tysięcy egzemplarzy.
26 lutego 2019 ukazała się wersja na PlayStation 4 oraz Xbox One, natomiast 25 marca 2021 edycja zoptymalizowana pod kątem konsoli Xbox Series X/S.

## Rozgrywka
Stellaris jest grą rozgrywaną w czasie rzeczywistym, należącą do gatunku 4X. Jej akcja umiejscowiona jest w przestrzeni kosmicznej w roku 2200. Gracz wciela się w role zarządcy międzygwiezdnego państwa. Podczas rozgrywki gracz eksploruje układy o różnych właściwościach. Prowadzi wojny z innymi państwami (rasami). Istnieje możliwość zawierania sojuszy i nawiązywania relacji handlowych z innymi rasami w kosmosie.

## Rozszerzenia
Gra doczekała się szeregu rozszerzeń (DLC):
| Tytuł                  | Data premiery        | Opis |
| ---------------------- | -------------------- | --- |
| Plantoids Species Pack | 4 sierpnia 2016      | Wprowadza do gry nową rasę roślin, które zyskały rozum i zaczęły rozprzestrzeniać się po całej galaktyce. Dodatek zawiera nowe animacje oraz portrety nowej rasy. |
| Leviathans             | 20 października 2016 | Dodatek wprowadza wątek fabularny zatytułowany War in Heaven, związany z pojawieniem się dwóch Upadłych Imperiów. Te potężne rasy mogą po latach pokoju wznowić walki – do grającego należy decyzja, czy dołączy do którejś ze stron, czy w powstałym chaosie spróbuje osiągnąć własne cele. Oprócz tego w Leviathans pojawiają się nowe wydarzenia losowe, a także kilka istotnych nowości. Pierwszą z nich stanowi wprowadzenie strażników (ang. guardians) – czyli istot skrywających tajemnicę, której rozwikłanie może przynieść ze sobą zarówno korzyści (np. ich technologię), jak i potężne zagrożenia. Ponadto w grze pojawiają się enklawy – niezależne placówki, zakładane przez kupców i artystów. W miejscach tych gracze mogą handlować, wymieniać się surowcami, zdobywać cenne informacje, a także zlecić wykonanie dzieł sztuki, by następnie rozprowadzać je wśród ludności. |
| Utopia                 | 6 kwietnia 2017      | Daje możliwość budowy sfery Dysona, superkonstrukcji oraz wprowadza do gry niewolnictwo. |
| Synthetic Dawn         | 21 września 2017     | Dodaje nowe imperium, którego przedstawiciele są istotami nieorganicznymi – maszynami. Wprowadza również syntetyczne portrety. |
| Humanoids Species Pack | 7 grudnia 2017       | Wprowadza szereg nowych opcji dla człowiekopodobnych graczy i imperiów kierowanych przez sztuczną inteligencję. Dodane zostały również opcje dla wyglądu statku i przywódcy. Dodatkowo gracze mają okazję posłuchać nowych ścieżek dzwiękowych oraz zestawów głosowych VIR. |
| Apocalypse             | 22 lutego 2018       | Apocalypse wprowadza nowe okręty zwane ,,Tytanami", potężną broń ,,Kolos", która potrafi niszczyć całe planety, gracze uzyskują dostęp do wszelakich instalacji obronnych. Maruderowie to kosmicznie piraci, który napadają pobliskie cywilizacje. W połowie gry mogą się zjednoczyć, a gracz musi podjąć decyzję, czy atakować piratów, czy wejść z nimi w układ, co spowoduje ogromny kryzys. |
| Distant Stars          | 22 maja 2018         | Głównym zagadnieniem, nad któryjm skupia się dodatek są starożytne bramy kosmiczne dzięki którym gracz może badać odległe zakątki kosmosu. Dodatek wprowadza nowe technologie do odkrycia, materiały do uzyskania, specjalne wydarzenia oraz dodatkowe scenariusze, podczas których gracz może natrafić na nieznane wcześniej istoty. |
| Megacorp               | 6 grudnia 2018       | Rozszerza grę o możliwość stworzenia korporacji i jej filii na poszczególnych planetach. Dodaje też zmiany w rozrywce, jak np. ekumenopolis pozwalające powiększyć gęstość zaludnienia planety czy też karawaniarze – gwiezdni kupcy oferujący graczowi różne towary. |
| Ancient Relics         | 4 czerwca 2019       | Umożliwia graczom odkrycie śladów dawno wymarłej cywilizacji oraz wykorzystanie wiedzy o niej w celu uzyskania korzyści. |
| Lithoids Species Pack  | 24 października 2019 | Dodaje nowe organizmy skałopodobne dla graczy i sztucznej inteligencji, posiadające unikalną mechanikę, portrety oraz głosy. |
| Federations            | 17 marca 2020        | Dodatek wprowadza galaktyczny senat, dzięki któremu można przegłosowywać ustawy korzystne dla gracza. Ponadto, dodatek wprowadza nowe rodzaje okoliczności, w których dana cywilizacja powstała. Na dodatek możliwe jest wybudowanie nowych superstruktur oraz nowej klasy statku. |
| Necroids Species Pack  | 29 października 2020 | Pakiet dodaje gatunki nieumarłych z unikatowymi mechanikami związanymi ze śmiercią, a także zestaw nowych wyglądów dla statków i innych dodatków kosmetycznych. |
| Nemesis                | 15 kwietnia 2021     | Pozwala graczom stawić czoła ogromnemu kryzysowi lub samemu go wywołać, wprowadza szpiegostwo, a także nowe rodzaje statków, jakimi są między innymi Pożeracze Gwiazd. |
| Aquatics Species Pack  | 22 listopada 2021    | Wprowadza do rozgrywki gatunki wodne, dodaje nowy ustrój polityczny oraz dwie genezy cywilizacji związane z wodą, oprócz tego dodaje kosmetyczne zmiany. |
| Overlord               | 12 maja 2022         | Dodatek rozbudowuje system wasalizacji, pozwalając między innymi na specjalizację poddanych. Ponadto dodaje trzy nowe superkonstrukcje, pięć nowych pochodzeń, enklawy złomiarzy i woalistów oraz możliwość tworzenia przez graczy własnych enklaw najemników. |
| Toxoids Species Pack   | 20 września 2022     | Pakiet wprowadza zmiany w mechanice gry, pozwalające na poświęcenie środowiska planet i modyfikację średniej długości życia populacji, w celu osiągnięcia dodatkowych korzyści. |
| First Contact          | 14 marca 2023        | Pakiet fabularny skupia się na interakcjach między cywilizacjami międzygwiezdnymi i nieznającymi technologii podróży z prędkościami nadświetlnymi. Oprócz rozbudowania systemu kontaktów z prymitywnymi cywilizacjami, wprowadza także nową mechanikę maskowania i genezy imperiów związaną z kontaktami z bardziej zaawansowanymi cywilizacjami. |
| Galactic Paragons      | 9 maja 2023          | Rozszerzenie rozbudowuje mechanikę dotyczącą przywódców. Pozwala graczom na większą swobodę w kształtowaniu przywódców, rozszerza opcje dotyczące rady, dodaje do gry specjalnych przywódców, możliwych do zrekrutowania podczas wybranych ciągów wydarzeń, a także wprowadza wiele nowych cech postaci, ustrojów i tradycji. |
| Astral Planes          | 16 listopada 2023    | Rozszerzenie wprowadza do gry szczeliny w czasoprzestrzeni, dzięki którym gracz ma możliwość eksploracji alternatywnych wymiarów w których może znaleźć między innymi nowe artefakty i stworzenia. Efekty eksploracji szczelin w dużej mierze zależą od reakcji gracza na liczne zdarzenia napotkane w alternatywnych wymiarach. |

Wraz z łatką 1.4, wprowadzającą wiele zmian w rozgrywce, ukazał się też nowy darmowy dodatek fabularny – Horizon Signal. Sama aktualizacja mechaniki gry skupiła się na jej zbalansowaniu i przygotowaniu pod następny patch 1.5. Horizon Signal wedle twórców doskonale pasuje do dotychczasowej narracji Stellaris, która stara się zapewniać interesujące historie i jednocześnie nie odrywać gracza za bardzo od myślenia nad strategią.
Razem z aktualizacją 3.11, obok istniejącego już modelu kupowania pojedynczych rozszerzeń na własność, wprowadzony został nowy model subskrypcji na dodatki, umożliwiający korzystanie ze wszystkich rozszerzeń za comiesięczną opłatę.

## Odbiór gry
Stellaris został przyjęty pozytywnie przez recenzentów, uzyskując według agregatora Metacritic średnią z ocen wynoszącą 78/100 punktów oraz 77,30% według serwisu GameRankings. Redaktor serwisu Gry-Online, Adam Zechenter, przyznał grze ocenę 8,5/10, chwaląc dobrą oprawę graficzną i ścieżkę dźwiękową produkcji. Określił rozgrywkę jako wciągającą zabawę na długie godziny. Skrytykował natomiast słabą optymalizację występującą na dużych mapach gry.